# Schatten der Engel
Schatten der Engel is een Zwitserse film van Daniel Schmid die werd uitgebracht in 1976. 
Het scenario is gebaseerd op het toneelstuk Der Müll, die Stadt und der Tod (1976) van Rainer Werner Fassbinder.

## Verhaal
Lily Brest is een heel mooie Weense straatmadelief die laconiek en terughoudend is van karakter. Tegenover haar klanten is ze lief, te lief. Raoul, haar minnaar en pooier, is een luie leegloper die het geld dat ze verdient verspeelt. Bovendien wordt ze door hem mishandeld.
Op een dag ontmoet ze een invloedrijk man van de stad, bijgenaamd de rijke Jood. Die raadt haar aan voortaan te zwijgen en enkel nog te luisteren naar de verhalen van haar klanten, en vooral naar zijn verhalen, meer verlangt hij niet. Op die manier komt Lily het hele reilen en zeilen van de stad te weten, alle geheimen en alle vormen van corruptie. Alhoewel ze zo machtig en welgesteld wordt, wordt ze er niet gelukkiger van.

## Rolverdeling
| Acteur                   | Personage                                |
| ------------------------ | ---------------------------------------- |
| Ingrid Caven             | Lily Brest                               |
| Rainer Werner Fassbinder | Raoul                                    |
| Klaus Löwitsch           | aannemer, de Jood                        |
| Annemarie Düringer       | Luise Müller, de vrouw van meneer Müller |
| Adrian Hoven             | meneer Müller                            |
| Boy Gobert               | politiechef, Müller II                   |
| Ulli Lommel              | de kleine prins                          |
| Jean-Claude Dreyfus      | dwerg                                    |
| Irm Hermann              | Emma                                     |
| Harry Baer               | Helfritz                                 |